# Nkana Football Club
El Nkana FC és un club de futbol de la ciutat de Kitwe, Zàmbia. Juga a l'estadi Scriveners o al Nkana Stadium. Té el patrocini de Mopani Copper Mines.
El club es fundà amb el nom de Rhokana United FC, adoptant més tard el de Nkana Red Devils.

## Palmarès
- Lliga zambiana de futbol:[2]

1982, 1983, 1985, 1986, 1988, 1989, 1990, 1992, 1993, 1999, 2001, 2013, 2019-2020
- Copa zambiana de futbol:[3]

1986, 1989, 1991, 1992, 1993, 2000
- Copa Challenge zambiana de futbol:[3]

1964, 1966 (com a Rhokana United)
1992, 1993, 1998, 1999, 2000
- Copà Heinrich/Chibuku/Heroes and Unity:[3]

1969, 1974, 1989, 1990, 1993
- Copa Campió de Campions de Zàmbia:[3]

1986, 1993
- Charity Shield zambiana de futbol:[3]

1982, 1983, 1984, 1987, 1989, 1990, 1991, 1993, 2000, 2014, 2018